# La Maison des sept péchés
Pour plus de détails, voir Fiche technique et Distribution.
La Maison des sept péchés (titre original : Seven Sinners) est un film américain réalisé par Tay Garnett, sorti en 1940.

## Synopsis
Dans le Pacifique, Bijou, une chanteuse de beuglant, expulsée d’île en île comme un élément perturbateur de boîtes de nuit, où elle provoque régulièrement rixes et destructions de mobilier, échoue  avec deux compagnons à Boni-Komba, où elle est engagée au « Seven Sinners »  (« Aux sept péchés », enseigne éponyme du titre original). Son numéro le plus attrayant  est celui où elle chante travestie en uniforme de marin (chanson : The man’s in the Navy). Elle excite la jalousie de la fille du gouverneur dont les soirées sont désertées par les beaux officiers de marine. Une idylle naît bientôt entre Bijou et Dan Brent, jeune et fringant lieutenant de vaisseau, mais cet amour excite cette fois la jalousie d’Antro, qui veut la garder pour lui.

## Fiche technique
- Titre : La Maison des sept péchés
- Titre original : Seven Sinners
- Réalisation : Tay Garnett
- Scénario : John Meehan et Harry Tugend d'après le roman de Ladislas Fodor et Jesse Lasky Jr.
- Photographie : Rudolph Maté
- Montage : Ted J. Kent
- Musique : Hans Salter et Frank Skinner
- Direction artistique : Jack Otterson
- Décors : Russell A. Gausman
- Costumes : Irene
- Producteur : Joe Pasternak
- Société de production : Universal Pictures
- Pays d'origine : États-Unis
- Format : Noir et blanc - Son : Mono (Western Electric Mirrophonic Recording)
- Genre : Film d'aventure
- Durée : 87 minutes
- Dates de sortie : 
  - États-Unis : 25 octobre 1940
  - France : 26 mars 1947 (Paris)
- Affiche : Constantin Belinsky (France)

## Distribution
- Marlene Dietrich (VF : Lita Recio) : Bijou Blanche
- John Wayne (VF : Raymond Loyer) : Lieutenant Dan Brent
- Albert Dekker (VF : Jacques Beauchey) : Dr Martin
- Broderick Crawford (VF : Serge Lhorca) : Edward Patrick 'Little Ned' Finnegan
- Anna Lee : Dorothy Henderson
- Mischa Auer : Sasha Mencken
- Billy Gilbert : Tony
- Richard Carle (VF : Paul Villé) : L'officier du district
- Samuel S. Hinds (VF : Maurice Dorléac) : Gouverneur Harvey Henderson
- Oskar Homolka (VF : Serge Nadaud) : Antro
- Reginald Denny : Capitaine Church
- Vince Barnett : Barman
- Herbert Rawlinson : Le premier maître
- James Craig : L'enseigne
- Russell Hicks : Le premier gouverneur
- Antonio Moreno : Rubio

Et, parmi les acteurs non crédités :
- Willie Fung : Charlie, un commerçant
- Frank Hagney : « Junior », un acolyte
- Soledad Jiménez : la servante de Bijou
- Noble Johnson : Le russe furieux
- Rolfe Sedan : Un acolyte